# テレボーン・パリッシュ級戦車揚陸艦
テレボーン・パリッシュ級戦車揚陸艦（英語: Terrebonne Parish-class tank landing ship）はアメリカ海軍の戦車揚陸艦の艦級。基本計画番号はSCB-9。

## 来歴
アメリカ海軍は、戦車揚陸艦の航行速度向上を目指し、1940年代にはタルボット・カウンティ級を建造した。タルボット・カウンティ級は最大14ノットであり、LST-1級よりも高速であったものの、アメリカ海軍が目指していた20ノットには不足の性能であった。この改良型としては、一時は全長120m超の艦も検討されていたが、量産性の問題もあり、タルボット・カウンティ級の艦体を基に、改良を加えたものが建造されることとなった。これが、テレボーン・パリッシュ級となった。

## 設計
上記の経緯より、設計はタルボット・カウンティ級の拡大型となっている。主機関は、タルボット・カウンティ級の蒸気タービン機関にかえて、同出力（6,000馬力）のディーゼルエンジンを搭載した。ただし艦首形状を改正し、また船体を延長したことで速力はわずかに向上し、15ノットとなった。揚陸作業で求められる低速航行時にも安定して操艦できるよう、推進器は可変ピッチ・プロペラ（CPP）とされている。なお、同じディーゼル主機関のLST-1級とは異なり、煙突排気方式とされた。
兵装は50口径3インチ単装速射砲3基とされており、タルボット・カウンティ級と比して口径は小さくなったかわりに個艦防空力は向上している。砲は艦首に2基、艦尾に1基装備されており、Mk.63 砲射撃指揮装置2基によって管制されていた。その後、1964年から1965年にかけて、同じ砲を連装に配した砲塔に換装された。
両舷に上陸用舟艇用のダビットを2基ずつ設置しており、標準的には人員揚陸艇（LCPL）1隻と車両人員揚陸艇（LCVP）3隻が搭載されていた。搭載兵員は、搭載車両揚陸後の操縦も考慮し、約396名とほぼ倍増した。また艦橋構造物直前にキング・ポストとクローラー・クレーンが設置されている。

## 同型艦
1952年度計画で15隻が発注され、1954年までに全艦が就役した。その後、1974年までに全艦が退役又は友好国へ供与され、アメリカ海軍からは引退している。
- テレボーン・パリッシュ (USS Terrebonne Parish, LST-1156)：1952年就役
- テレル・カウンティ (USS Terrell County, LST-1157)：1954年就役
- ティオガ・カウンティ (USS Tioga County, LST-1158)：1953年就役
- トム・グリーン・カウンティ (USS Tom Green County, LST-1159)：1953年就役
- トラヴァース・カウンティ (USS Traverse County, LST-1160)：1953年就役
- ヴァーノン・カウンティ (USS Vernon County, LST-1161)：1953年就役
- ワカイアカム・カウンティ (USS Wahkiakum County, LST-1162)：1953年就役
- ワルド・カウンティ (USS Waldo County, LST-1163)：1953年就役
- ウォルワース・カウンティ (USS Walworth County, LST-1164)：1953年就役
- ワショー・カウンティ (USS Washoe County, LST-1165)：1953年就役
- ワッシュテナウ・カウンティ (USS Washtenaw County, LST-1166)：1953年就役
- ウエストチェスター・カウンティ (USS Westchester County, LST-1167)：1954年就役
- ウェックスフォード・カウンティ (USS Wexford County, LST-1168)：1954年就役
- ホイットフィールド・カウンティ (USS Whitfield County, LST-1169)：1954年就役
- ウィンダム・カウンティ (USS Windham County, LST-1170)：1954年就役